# Hieracium cincinnatum
Hieracium cincinnatum es una especie de planta con flor del género Hieracium, de la familia Asteraceae, orden Asterales.

## Distribución
Hieracium cincinnatum se distribuye por el Transcáucaso y Turquía.

## Taxonomía
Fue descrita científicamente por R. E. Fr. Fue publicada en Epicr. Gen. Hierac.: 131 (1862).